# Walter Chrysler
Walter Percy Chrysler, född 2 april 1875 i Wamego i Kansas, död 18 augusti 1940 i Kings Point på Long Island i New York, var en pionjär inom amerikansk bilindustri. Han grundade Chrysler Corporation.